# Marie Lamure
Marie Lamure (* 14. Juli 2001 in Chambéry, Savoie) ist eine französische Skirennläuferin. Sie ist weitgehend auf die technischen Disziplinen Slalom und Riesenslalom spezialisiert. 2022 wurde sie Juniorenweltmeisterin in der Kombination.

## Biografie
Die aus Courchevel stammende Marie Lamure bestritt im Alter von 16 Jahren in Ancelle ihre ersten FIS-Rennen. Ein paar Monate später gab sie in den beiden Slaloms von Bad Wiessee ihr Europacup-Debüt.
Am 1. Februar 2019 gewann sie überraschend den Europacup-Parallelslalom in Tignes, ohne zuvor Spitzenergebnisse erzielt zu haben. Nur zehn Tage danach holte sie im Rahmen des Europäischen Olympischen Jugendfestivals in Sarajevo Slalom-Silber hinter Magdalena Egger. Ein weiterer Erfolg gelang ihr bei ihren ersten Juniorenweltmeisterschaften im Fassatal, wo sie mit der französischen Mannschaft die Goldmedaille errang. Nachdem sie zunächst nicht an diese Erfolge hatte anknüpfen können, stoppte sie eine längere Verletzungspause. Drei Jahre nach ihrer ersten Teilnahme gewann sie im März 2022 bei den Juniorenweltmeisterschaften in Panorama die Goldmedaille in der Kombination. Im Slalom verpasste sie als Vierte nur knapp einen weiteren Medaillengewinn.
Mitte Dezember 2019 gab Lamure im Parallelslalom von St. Moritz ihr Weltcup-Debüt. Knapp drei Jahre später konnte sie sich mit Platz 20 im Slalom von Levi erstmals in den Punkterängen klassieren.

## Erfolge

### Weltmeisterschaften
- Méribel 2023: 4. Parallelrennen, 16. Slalom
- Saalbach-Hinterglemm 2025: 8. Mannschaftswettbewerb, 12. Slalom, 13. Team-Kombination

### Weltcup
- 2 Platzierungen unter den besten 15

### Weltcupwertungen
| Saison  | Gesamt | Gesamt | Slalom | Slalom |
| Saison  | Platz  | Punkte | Platz  | Punkte |
| ------- | ------ | ------ | ------ | ------ |
| 2022/23 | 91.    | 22     | 38.    | 22     |
| 2023/24 | 76.    | 60     | 34.    | 60     |

### Europacup
- Saison 2021/22: 7. Slalomwertung
- Saison 2022/23: 5. Slalomwertung
- Saison 2023/24: 7. Slalomwertung
- 6 Podestplätze, davon 4 Siege:

| Datum           | Ort    | Land       | Disziplin      |
| --------------- | ------ | ---------- | -------------- |
| 1. Februar 2019 | Tignes | Frankreich | Parallelslalom |
| 7. März 2023    | Suomu  | Finnland   | Slalom         |
| 8. März 2023    | Suomu  | Finnland   | Slalom         |
| 14. März 2023   | Narvik | Norwegen   | Slalom         |

### Juniorenweltmeisterschaften
- Fassatal 2019: 1. Mannschaftswettbewerb, 28. Slalom
- Panorama 2022: 1. Kombination, 4. Slalom, 23. Super-G

### Weitere Erfolge
- 1 französischer Vizemeistertitel (Slalom 2022)
- Mannschafts-Gold und Slalom-Silber beim Europäischen Olympischen Jugendfestival 2019
- 7 Siege in FIS-Rennen